# Ounpotndi
Der Ounpotndi ist ein Fluss auf der Insel Erromango im pazifischen Inselstaat Vanuatu.

## Geographie
Der Fluss entspringt im Hinterland der Ostküste, zwischen dem Hauptteil der Insel und der Halbinsel Uvworé im Osten. Er erhält zahlreiche kleine Zuflüsse aus dem bergigen Umland. Er verläuft nach Osten und mündet bei Lawisa (Ivukalam) in der Baie Cook in den Pazifik.
Namhafte Zuflüsse sind Nonpoulba und Rhovo.